# Pojízdná startovací plošina

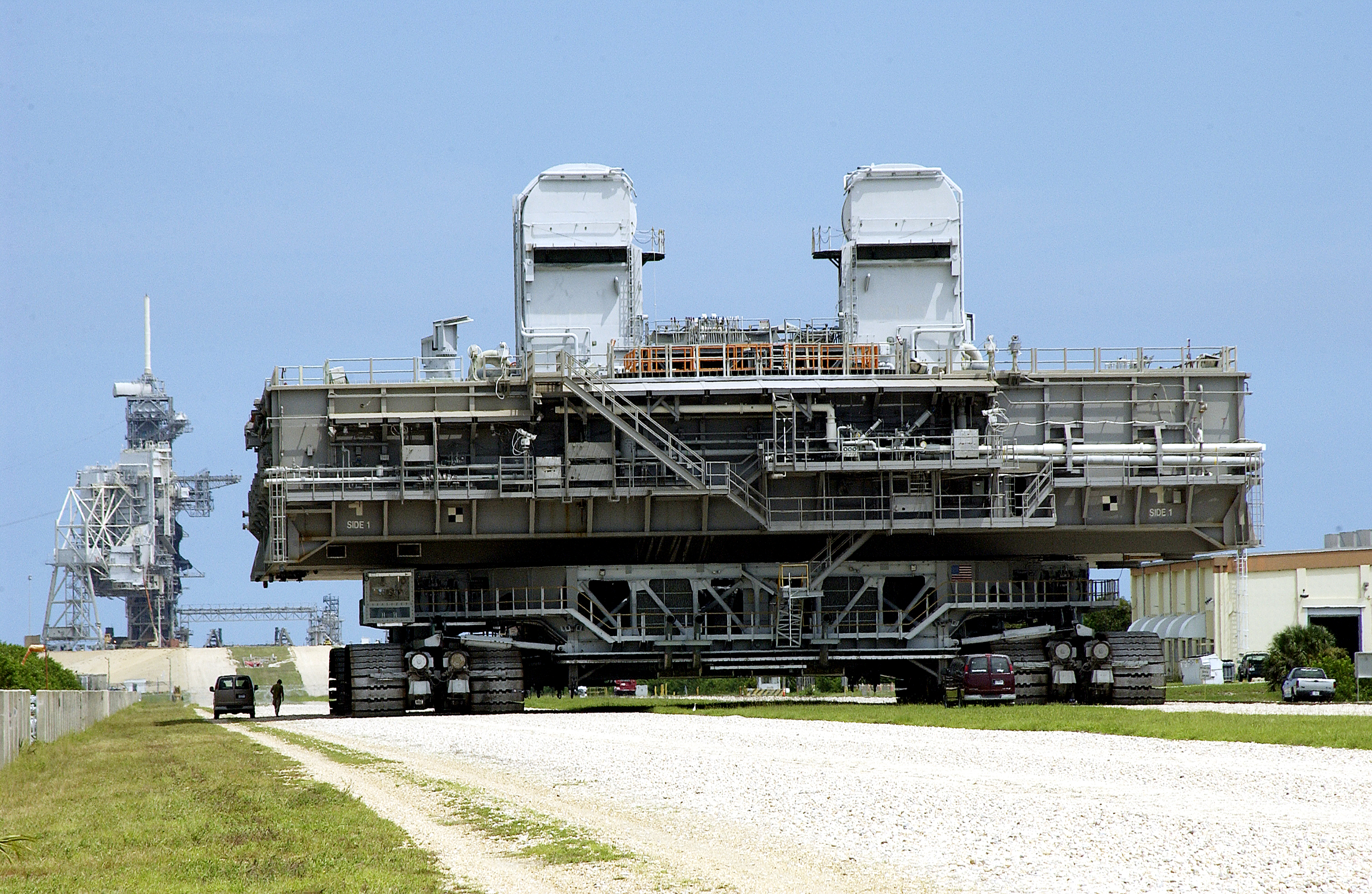
Pojízdná odpalovací plošina vezená pásovým vozidlem Crawler-Transporter

Pojízdná odpalovací plošina (anglicky Mobile Launcher Platform či MLP) je zařízení určené k přepravě a odpalování raket. NASA používala dvoupatrové zařízení k přepravě a odpalování raket Saturn V a Saturn IB v rámci programů Apollo, Skylab a Apollo-Sojuz, dále ji používala k převozu raketoplánu z montážní haly na odpalovací rampu 39 v Kennedyho vesmírném centru.

## Historie
MLP byla vyvinuta jako součást systému vertikální montáže a přepravy kosmických lodí, jenž NASA umožňoval přípravu těchto plavidel ve startovní pozici, čímž odpadla nutnost zdvihání či přenášení horizontálně sestavovaných raket na odpalovací plošinu (metoda, kterou zvolili pro svůj vesmírný program Rusové). 
NASA původně postavila tři pojízdné odpalovací plošiny, jež měly v 60. a 70. letech minulého století sloužit k přepravě a odpalování raket Saturn V vypouštěných během programu Apollo. Každá plošina měla původně jediný výfukový průduch pro motory Saturnu V, 120metrovou odpalovací věž s několika rameny, jež umožňovala, aby se k raketě mohli snadno dostat technici i astronauti. Těsně před startem se ramena od Saturnu odpojila. Pohyb MLP zajišťovalo pásové vozidlo Crawler-Transporter postavené v závodě Marion Power Shovel ve státě Ohio.
Pro Skylab a program Apollo-Sojuz byla použita menší raketa Saturn IB, proto musela být MLP č. 1 upravena, aby z ní mohl Saturn IB startovat a použít i stávající odpalovací věž a její ramena.

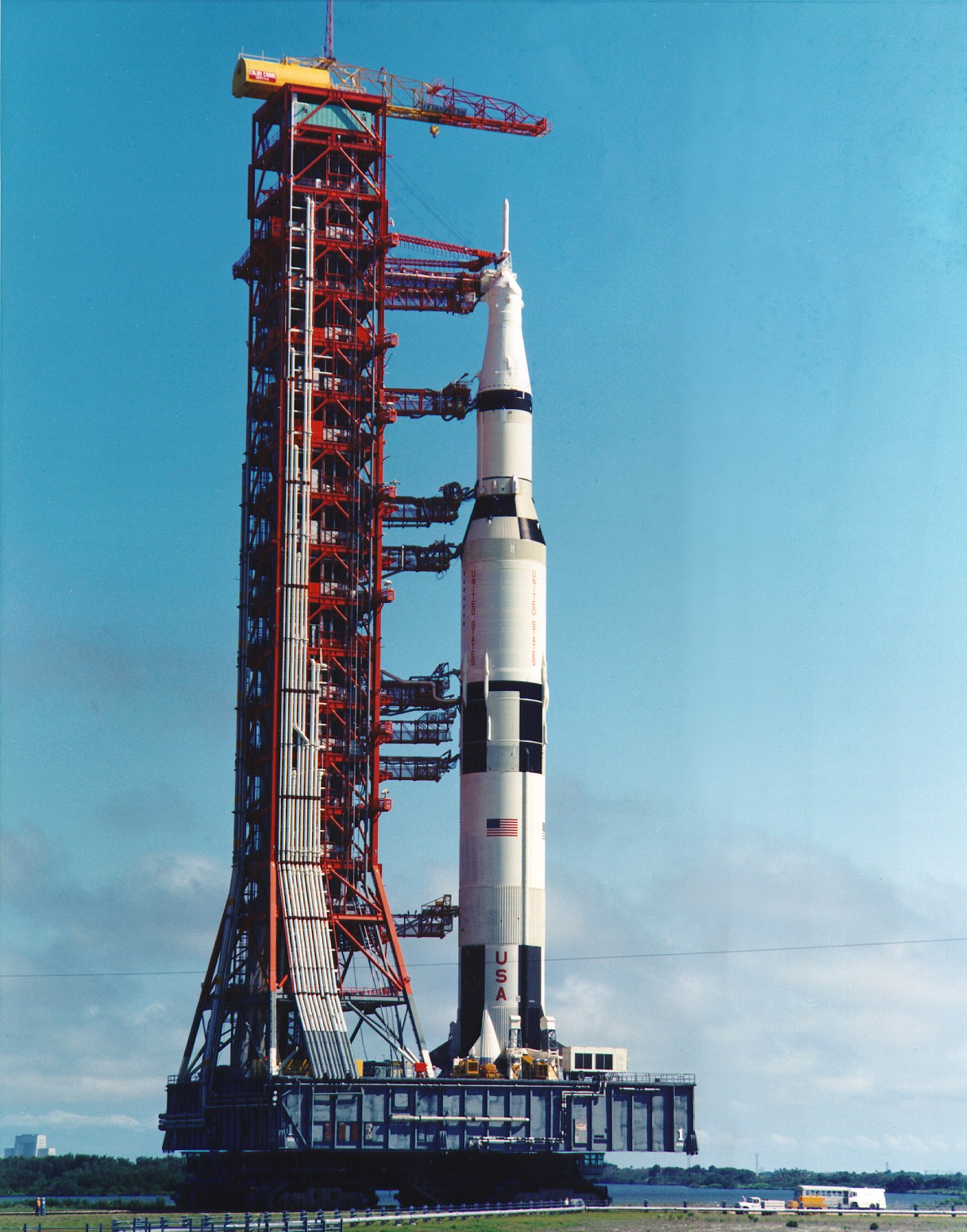
Raketa Saturn V pro let Apollo 11 je na pojízdné odpalovací plošině převážena k odpalovací rampě.

## Technické údaje
- dvoupatrová ocelová konstrukce
  - výška: 7,6 m
  - délka: 49 m
  - šířka: 41 m

- Hmotnost:
  - prázdná: 4190 t
  - bez paliva: 5450 t
  - s natankovaným palivem: 6220 t